# Polyammoniumfosfaat
Polyammoniumfosfaat of ammoniumpolyfosfaat (E545) is een anorganisch polymeer zout met de algemene formule:
(NH4PO3)n
waarin n kan oplopen tot meer dan 1000. De polymeerketen kan vertakt zijn. De keten bestaat uit een opeenvolging van orthofosfaatgroepen die een negatieve lading hebben en geneutraliseerd worden door een ammonium-kation.
Ammoniumpolyfosfaat is een stabiele, niet vluchtige stof. Het is een wit kristallijn poeder. Bij verhitting ontbindt ze in ammoniak en fosforzuur. Korte ketens zijn beter wateroplosbaar en minder thermisch stabiel dan de lange ketens.
Het CAS-nummer van de stof is 68333-79-9.

## Toepassing
Ammoniumpolyfosfaat met korte ketens is oplosbaar in water en wordt gebruikt in vloeibare meststof of als fosfaatbron in diervoeder.
Het hoogmoleculaire, weinig oplosbare ammoniumpolyfosfaat wordt gebruikt in niet-halogeenhoudende vlamvertragers en in het bijzonder in intumescerende vlamvertragende middelen die bij hoge temperatuur sterk opzwellen tot een warmte-isolerende en zuurstofafsluitende schuimlaag.
Het wordt gebruikt als emulgator en stabilisator. Het verbetert het waterbindend vermogen van producten. Daarnaast wordt het ook gebruikt als voedingsstof voor gist. Je vindt het als smeltzout in smeerkaas, maar ook in diepvriesprodukten zoals kip en gevogelte. Acceptabele dagelijkse inname (ADI): Tot 70 mg/kg lichaamsgewicht.

## Productie
Ammoniumpolyfosfaat kan geproduceerd worden door de reactie op hoge temperatuur van watervrije ammoniak met fosforzuur of superfosforzuur (een mengsel van orthofosforzuur en polyfosforzuur). Deze reactie levert een mengsel van monoammoniumfosfaat en polyammoniumfosfaten met korte ketens dat geschikt is voor meststof.
Ammoniumpolyfosfaat ontstaat ook in de chemische reactie van ammoniumfosfaat met fosforpentoxide in aanwezigheid van gasvormig ammoniak, bij een temperatuur tussen 180 en 350 °C. De reactor is uitgerust met een roterende kneder om de vaste reactiemassa te kneden, te mengen en te verkleinen tot een kristallijn poeder. Dit proces levert hoogmoleculair ammoniumpolyfosfaat dat in vlamvertragers kan gebruikt worden.
Ammoniumpolyfosfaat wordt scheikundig aangemaakt door verhitting van ammoniumwaterstoffosfaat.